# Monte Calvo e Colle Macchialunga
Monte Calvo e Colle Macchialunga este o arie protejată (arie specială de conservare — SAC, sit de importanță comunitară — SCI) din Italia întinsă pe o suprafață de 2.709 ha, integral pe uscat.

## Localizare
Centrul sitului Monte Calvo e Colle Macchialunga este situat la coordonatele 42°24′59″N 13°10′45″E / 42.416389°N 13.179167°E.

## Înființare
Situl Monte Calvo e Colle Macchialunga a fost declarat sit de importanță comunitară în septembrie 2003 pentru a proteja 11 specii de animale. Situl a fost protejat și ca arie specială de conservare în decembrie 2018.

## Biodiversitate
Situată în ecoregiunea mediteraneană, aria protejată conține 10 habitate naturale: Pajiști carstice calcaroase sau bazofile, de Alysso-Sedion albi, Grohotișuri calcaroase și de șisturi calcaroase de la nivelul montan până la nivelul alpin (Thlaspietea rotundifolii), Fânețe de joasă altitudine (Alopecurus pratensis, Sanguisorba officinalis), Formațiuni de Juniperus communis pe lande sau pajiști calcaroase, Păduri de stejar alb estice, Păduri de fag din Apenini cu Taxus și Ilex, Lacuri eutrofice naturale cu vegetație de tip Magnopotamion sau Hydrocharition, Pajiști uscate seminaturale și facies de acoperire cu tufișuri pe substraturi calcaroase (Festuco-Brometalia) (* situri importante pentru orhidee), Pajiști alpine și boreale, Pante stâncoase calcaroase cu vegetație casmofită.
La baza desemnării sitului se află mai multe specii protejate:
- păsări (6): fâsă-de-câmp (Anthus campestris), presură de grădină (Emberiza hortulana), sfrâncioc roșiatic (Lanius collurio), ciocârlie de pădure (Lullula arborea), vrabie de stâncă (Petronia petronia), Pyrrhocorax pyrrhocorax
- amfibieni (2): Bombina pachypus, Triturus carnifex
- mamifere (1): lupul (Canis lupus)
- pești (1): salmo cettii (Salmo cetti)
- reptile (1): șarpele cu patru dungi (Elaphe quatuorlineata)

Pe lângă speciile protejate, pe teritoriul sitului au mai fost identificate 1 specie de plante, 11 specii de nevertebrate.